# Trium
Trium était une marque de téléphones mobiles du groupe Mitsubishi.

## Histoire
Trium lance ses premiers téléphones en 1999. Ces portables sont notamment distribués en France via des coffrets Itineris ou Ola.
En août 2001, Trium lance le Trium Mondo (en) sous Windows Pocket PC 2000, un des premiers smartphones tactiles.
Fin 2001, Trium lance le Trium Eclipse MT450, le premier téléphone portable à écran couleur disponible au Royaume-Uni.
En 2005, face à une concurrence trop forte, Mitsubishi retire Trium du marché européen.

## Modèles de téléphones

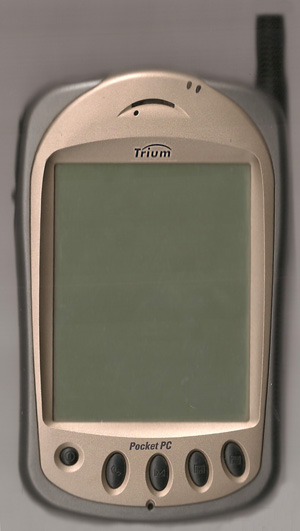
Trium Mondo

- Trium Mars
- Trium Eclipse
- Trium 110
- Trium Aria
- Trium Astral
- Trium Aura
- Trium Cosmo
- Trium Galaxy
- Trium GEO
- Trium M21i
- Trium M320
- Trium Mondo
- Trium Mystral
- Trium Neptune
- Trium Odyssey
- Trium Sirius
- Trium ONE
- Trium D2
- Trium M341i